# Wyższe Seminarium Duchowne Diecezji Warszawsko-Praskiej
Wyższe Seminarium Duchowne Diecezji Warszawsko-Praskiej pw. Matki Bożej Zwycięskiej (łac. Seminarium Varsaviense Pragense, ang. Higher Seminary of Our Lady Victorious Diocese of Warszawa-Praga) – uczelnia wyższa, afiliowana do Papieskiego Wydziału Teologicznego w Warszawie, przygotowująca alumnów do posługi kapłańskiej w diecezji warszawsko-praskiej.
Siedziba seminarium mieści się w zespole pałacowo-parkowym Mostowskich przy ul. Mehoffera 2. Rektorem seminarium jest ks. dr Konrad Biskup (od 1 lutego 2025).

## Historia
Pomysł stworzenia diecezjalnego seminarium duchownego zrodził się niedługo po powołaniu przez papieża Jana Pawła II w 1992 roku diecezji warszawsko-praskiej. Pierwszy biskup diecezji – ks. bp Kazimierz Romaniuk – wskazał jako miejsce budowy seminarium teren dawnego kompleksu pałacowo-parkowego Mostowskich na warszawskim Tarchominie. Obok XVIII-wiecznego dworu modrzewiowego i XIX-wiecznej oficyny pałacowej w 1999 roku rozpoczęła się budowa gmachu seminarium zaprojektowanego przez inż. Leszka Klajnerta. 4 kwietnia 1999 roku, w liturgiczne wspomnienie św. Floriana, męczennika – patrona katedry warszawsko-praskiej – ks. bp Kazimierz Romaniuk poświęcił plac pod budowę seminarium.
29 września Ordynariusz diecezji warszawsko-praskiej, wraz z biskupami pomocniczymi tej diecezji oraz przedstawicielami władz samorządowych dokonał wmurowania kamienia węgielnego, pobłogosławionego przez papieża Jana Pawła II.
Dzięki wsparciu materialnemu duchownych i wiernych diecezji warszawsko-praskiej budowę budynku zakończono zgodnie z planowanym terminem. 8 grudnia 2000 roku podczas Mszy świętej celebrowanej przez Nuncjusza Apostolskiego w Polsce, ks. abpa Józefa Kowalczyka poświęcono nowo wybudowany budynek Seminarium Duchownego Diecezji Warszawsko-Praskiej. W tym dniu powstało również Towarzystwo Przyjaciół Seminarium, którego pierwszym przewodniczącym był ks. prał. Marcin Wójtowicz.
Jako patronkę uczelni wybrano Matkę Bożą Zwycięską – patronkę diecezji warszawsko-praskiej, której kult związany jest z wygraną walką pod Radzyminem w trakcie Bitwy Warszawskiej. Autorem witrażu, znajdującego się w kaplicy głównej seminarium, który przedstawia Matkę Bożą Zwycięską jest Andrzej Skalski.
Od 2000 roku Seminarium Duchowne Diecezji Warszawsko-Praskiej przygotowuje kandydatów do święceń kapłańskich i posługi w kościele warszawsko-praskim. Przygotowanie zawiera elementy formacji intelektualnej, duchowej, ludzkiej. Wykłady dla alumnów odbywają się w cyklu sześcioletnim w gmachu seminarium. W budynku seminarium znajduje się biblioteka oraz aula przystosowana do zajęć sportowych oraz widowisk teatralnych.

## Wychowawcy

### Rektor
- ks. prał. dr Wacław Madej (2000–2004)
- ks. prał. dr Krzysztof Waligóra (2004–2005)
- ks. prał. dr Piotr Klimek (2005–2013)
- ks. prał. prof. Krzysztof Warchałowski (2013–2021)
- bp dr Tomasz Sztajerwald (2021–2025)[2]
- ks. dr Konrad Biskup (od 2025)[3]

### Wicerektor
- ks. prał. dr Jan Gołąbek (2000–2004)
- ks. prał. dr Marek Solarczyk (2004–2009)
- ks. kan. Piotr Stępniewski (2009–2013 i 2017–2020)
- ks. dr Sławomir Kielczyk (2013–2021)

### Prefekt
- ks. Tomasz Wielebski (2000–2002)
- ks. Marek Kruszewski (2002–2004)
- ks. Piotr Stępniewski (2005–2009)
- ks. Jacek Grzybowski (2004–2013)
- ks. kan. dr Tomasz Sztajerwald (2009–2021)
- ks. Konrad Biskup (od 1.07.2021)

### Ojcowie duchowni
- ks. dr Paweł Sołowiej (2001–2005)
- ks. kan. Robert Pawlak (2000–2011)
- ks. kan. Grzegorz Zagórowski (od 2005)
- ks. Grzegorz Mądry (od 2014)

### Dyrektor administracyjny
- ks. Robert Kalisiak (2000–2008)
- ks. Grzegorz Walkiewicz (2008–2010)
- ks. Roman Kot (2010–2011)
- ks. Wojciech Stępień (2011–2017)
- ks. Sławomir Brajczewski (2017–2022)
- ks. Krzysztof Bodecki (od 2022)

### Wychowawca roku propedeutycznego
- ks. kan. Piotr Stępniewski (2020)
- ks. kan. dr Tomasz Sztajerwald (2020–2021)
- ks. Dariusz Rosłon (od 1.07.2021)

## Działalność alumnów

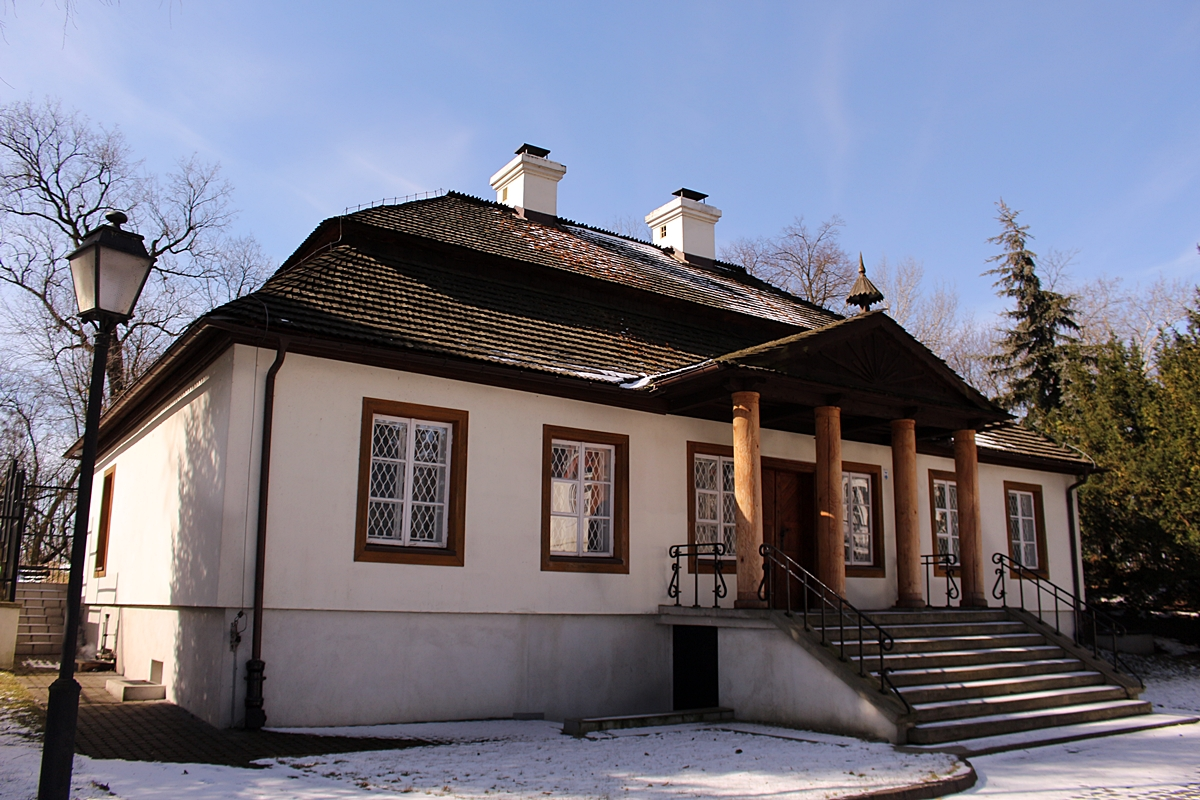
Zabytkowy dworek zbudowany prawdopodobnie przez Józefa Kantego Ossolińskiego w pierwszej połowie XVIII wieku

Obok pracy naukowej i formacji duchowej alumni seminarium angażują się w szereg działań duszpasterskich na terenie diecezji warszawsko-praskiej. Uczestniczą w wolontariacie m.in. na terenie Mazowieckiego Szpitala Bródnowskiego, Domu Opieki Społecznej przy ul. Mehoffera i Hospicjum Opatrzności Bożej w Wołominie. Klerycy współorganizują Pieszą Praską Pielgrzymkę Rodzin Totus Tuus na Jasną Górę. Wspierają Caritas Diecezji Warszawsko-Praskiej podczas wakacyjnych wyjazdów kolonijnych. Seminarium organizuje także roczny Kurs Lektorski dla diecezji warszawsko-praskiej oraz Dni skupienia dla lektorów i ceremoniarzy, a także coroczne rekolekcje powołaniowe dla uczniów szkół ponadgimnazjalnych. Każdego roku klerycy III roku organizują w grudniu przedstawienie teatralne. W 2012 roku seminarzyści zaprezentowali widzom adaptację świątecznego odcinka serialu Miodowe Lata emitowanego w Telewizji Polsat pt. Miodowe Święta. Przedstawienie reżyserował Artur Barciś, natomiast w roku 2018 stworzoną na podstawie filmu Zakazane piosenki sztukę pt. Czy zobaczę cię jutro? w reżyserii Piotra Furmana.